# 戴溪

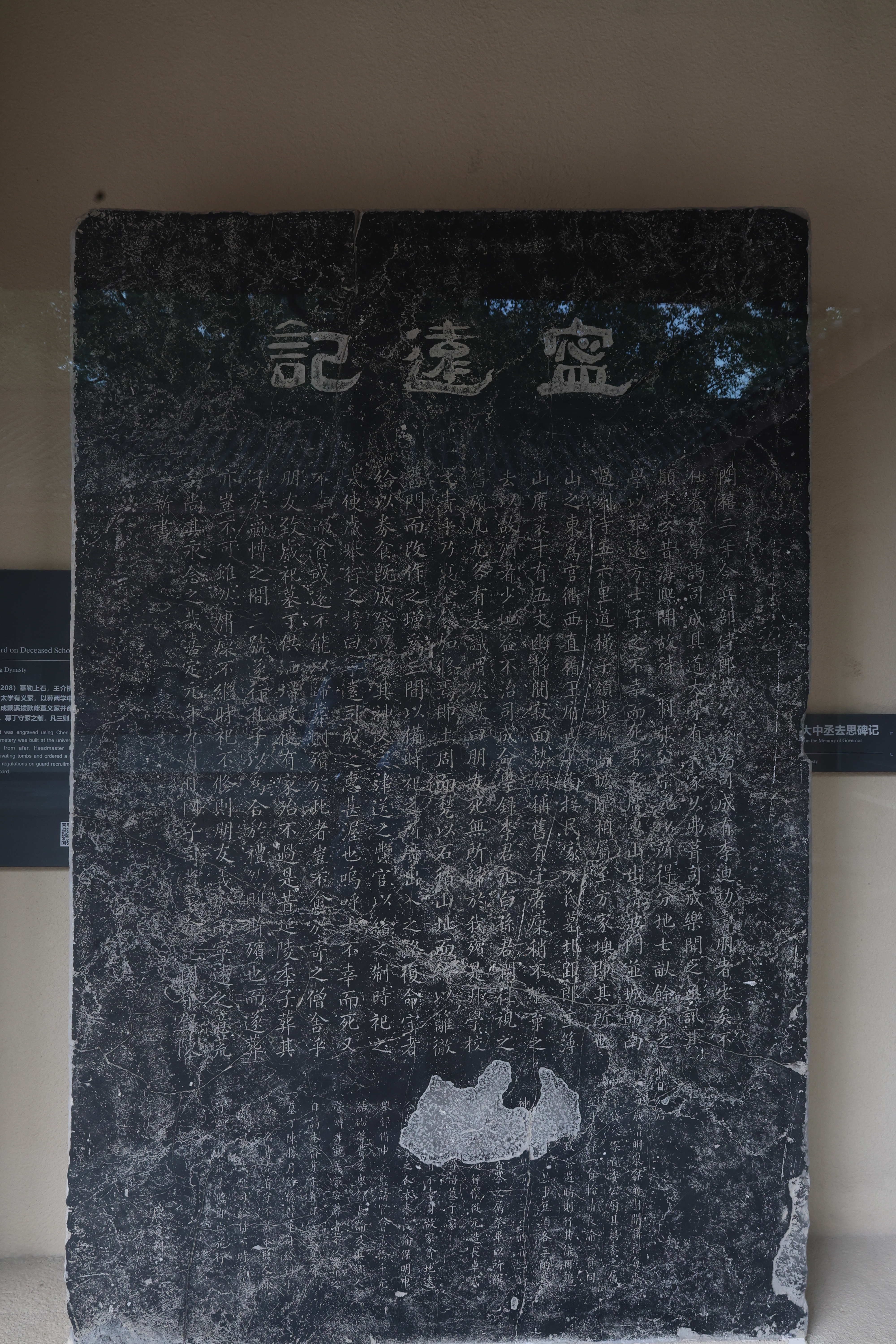
戴溪為客死臨安的趕考士子設立義冢的碑記。一直立于府學（即今杭州孔廟）。嘉定元年（1208）立，王介撰文，陳一新書。

戴溪（1144年—1215年），字肖望，或作少望，号岷隐，学者称岷隐先生，永嘉（今浙江温州）人。

## 生平
紹興甲子年（1144年）生，青年时与好友王楠隐居岷冈山读书，因自号岷隐。宋孝宗淳熙五年（1178年）中省试第一，是年春天礼部试时落第，叶适是年廷试第二，曾致书劝慰，稱其“少望天下奇才”。七年，授迪功郎，監潭州南嶽廟。淳熙十二年（1185年），任石鼓书院山长，与诸生讲《论语》，绍熙元年（1190年），任湖州教授。绍熙四年，主管吏部架阁文字。慶元元年（1195年）正月，任太学学录兼实录院检讨官。开禧元年五月，转朝散郎。开禧二年三月，除秘书郎，四月，兼国史院编修官、实录院检讨官，七月為兵部侍郎。开禧三年（1207年）四月，以兵部员外郎兼资善堂说书；八月，为国子司业仍兼；十一月，升国子祭酒改兼太子詹事兼秘书监。嘉定元年（1208年）正月，升兼太子右谕德。四年四月，权工部尚书，六年十一月，以疾乞休，除华文阁学士，提举佑神观。嘉定八年（1215年），以龙图阁学士致仕，不久卒。

## 著作
著有《石鼓论语问答》三卷、《續呂氏讀詩記》、《春秋讲义》、《易总论》、《书说》、《礼记口义》、《孟子答问》、《通鉴笔议》、《将鉴论断》、《复仇对》、《清源志》、《岷隐诗文集》等。

## 家族
永嘉九先生戴述的侄孙。
有子戴桷、戴榀、戴梓、戴梃。

## 延伸阅读
[在维基数据编辑]
 《宋史/卷434》，出自脱脱《宋史》